# Korsløkke Sogn

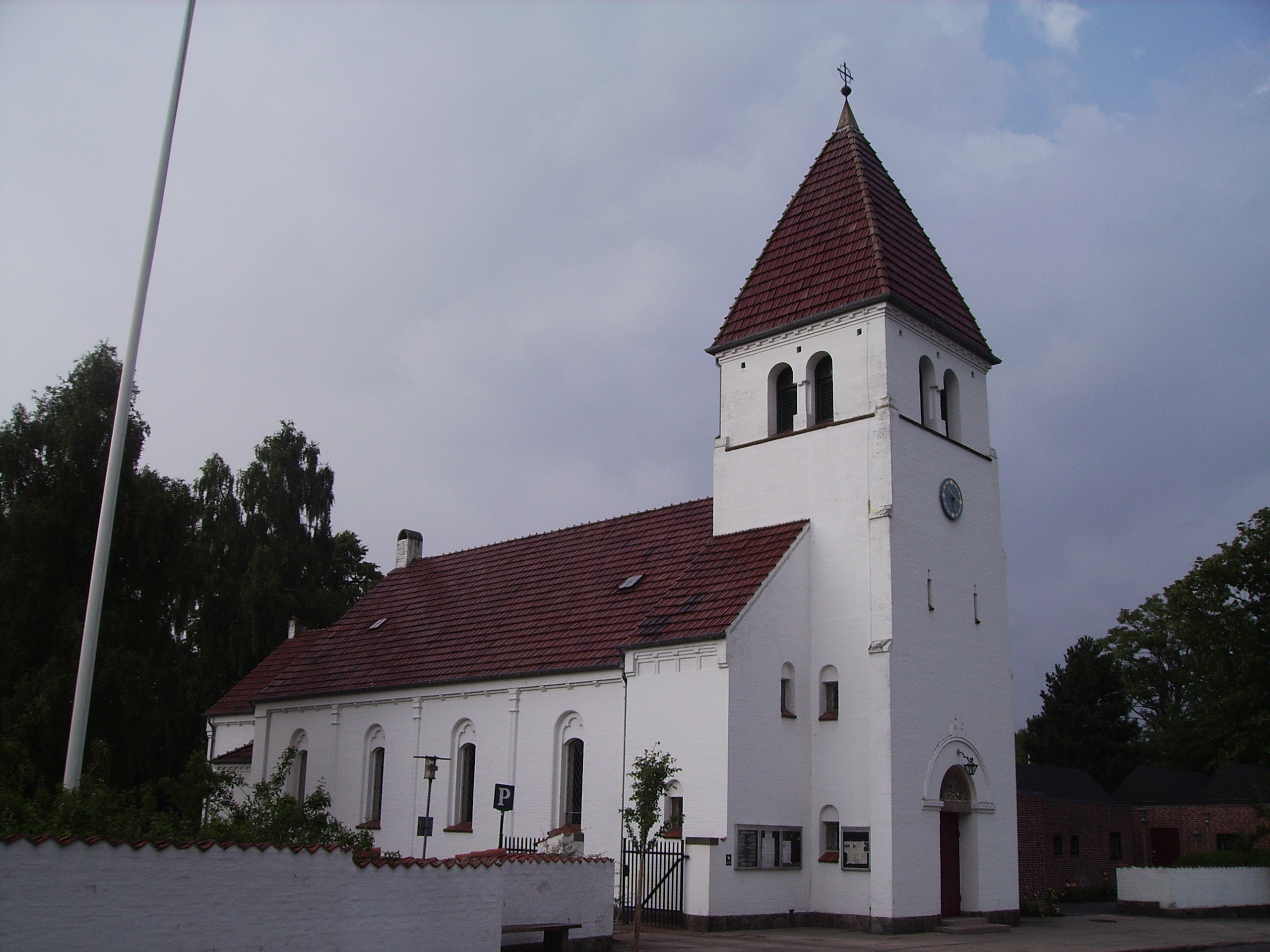
Vor Frelsers Kirke

Korsløkke Sogn ist eine Kirchspielsgemeinde (dän.: Sogn) auf der Insel Fyn (dt.: Fünen) im südlichen Dänemark. Bis 1970 gehörte sie zur Harde Odense Herred im damaligen Odense Amt, danach zur Odense Kommune im Fyns Amt, die im Zuge der  Kommunalreform zum 1. Januar 2007 Teil der Region Syddanmark geworden ist.
Von den 182.387 Einwohnern von Odense leben 13.312 im Kirchspiel Korsløkke (Stand: 1. Januar 2023). Im Kirchspiel liegt die Kirche „Vor Frelsers Kirke“ (dt.: Kirche unseres Heilands).
Nachbargemeinden sind im Norden Fredens Sogn und Vollsmose Sogn, im Nordosten Åsum Sogn, im Südosten Tornbjerg Sogn, im Südwesten Hjallese Sogn und im Westen Munkebjerg Sogn und Vor Frue Sogn.